# Politikai képviselőcsoportok az Európai Parlamentben
Az Európai Parlament képviselőcsoportjai az egymástól politikai irányultságban elkülönülő parlamenti csoportok, amelyekhez az Európai Unió egyes országaiban megválasztott képviselők tartoznak.
A képviselőcsoportokra vonatkozó jogszabályokat az Európai Parlament eljárási szabályzatának (16. kiadás, 2004. július) 4. fejezete tartalmazza , nevezetesen:
- 33. cikk: Képviselőcsoportok létrehozása és megszűnése
- 34. cikk: A képviselőcsoportok tevékenységei és jogi helyzete
- 35. cikk: Közös munkacsoportok
- 36. cikk: Független képviselők
- 37. cikk: A helyek felosztása az ülésteremben

Jelenleg hét képviselőcsoport működik, plusz a független képviselőcsoport.
A csoportok elnökei a Parlament elnökével együtt alkotják az Elnökök Értekezletét.

## A csoportok története

### 1979-ig: a nemzeti parlamentek által kinevezett küldöttek
A közösségek (ESZAK, EGK, EAK) kezdetben a tagországok népeit képviselő testületként működtek Közös Közgyűléssel, később Parlamenti Közgyűlésnek, majd 1962-től Európai Parlamentnek nevezik. Ezek a testületek azonban a nemzeti parlamentek által kinevezett küldöttekből álltak.
Az első közgyűlés belső szabályzata nem rendelkezett képviselőcsoportok létrehozásáról. Ez megkövetelte a tagországok tisztességes képviseletét és a politikai irányzatokat magának a Közgyűlésnek az összetételében. A belső szabályzat 1953 júniusától rendelkezett a képviselőcsoportok megalakításáról. A megalakult képviselőcsoportok intézményesülése 1953. június 16-án történt a képviselőcsoportok létrehozásának rendjével: nyilatkozattal, amely tartalmazza a képviselőcsoport nevét, a tagok névsorát, illetve a csoport belső felépítésére vonatkozó információkat; egy csoport létrehozásának minimális létszáma ekkor kilenc tag volt. 1958-ban a minimális létszámot tizenhétre emelték. 1962-ig három politikai csoport működött:
- a Kereszténydemokrata Képviselőcsoport;
- a Szocialisták Csoportja;
- a Liberálisok és Szövetségesek Csoportja.

1962 és 1973 között három másik csoport alakult:
- Az Európai Demokratikus Unió Képviselőcsoportja, amelyet a Liberális Képviselőcsoportból 1965-ben kilépő gaullisták alkottak. A Közösség 1973-as bővítése után az ír republikánusok is csatlakoztak, és a képviselőcsoport átalakult az Európai Progresszív Demokraták Képviselőcsoportjává;
- a Kommunisták és Szövetségesek Csoportja, amelyet olasz és francia kommunisták alkottak.
- az Egyesült Királyság és Dánia tagságával létrejövő Európai Konzervatív Csoport.

### 1979-től a képviselőket közvetlenül választják
1979 óta, az első európai választások után az Európai Parlament a választási testületek által közvetlenül választott parlamenti képviselőkből áll. A Parlament és a képviselőcsoportok így demokratikusabb módon képviselik az európai népeket.
A csoportok tovább növekedtek: környezetvédő, zöld, regionalista, nacionalista, sőt euroszkeptikus csoportok jöttek létre.
Jelenleg a képviselőcsoportok létrehozásához szükséges minimális képviselők számát 23 képviselőben határozták meg, akik a tagállamok legalább egynegyedéből érkeznek (jelenleg 7). A független képviselők közé tartoznak azok, akik nem tartoznak semmilyen politikai csoporthoz. Egy képviselő nem csatlakozhat több képviselőcsoporthoz.

## A képviselőcsoportok története
| Csoport                                                                                | Létrehozása                                   | Megszűnése                                    |
| Kereszténydemokraták, Liberális konzervativok                                          | Kereszténydemokraták, Liberális konzervativok | Kereszténydemokraták, Liberális konzervativok |
| -------------------------------------------------------------------------------------- | --------------------------------------------- | --------------------------------------------- |
| Kereszténydemokrata Csoport                                                            | 1953. június 23.                              | 1978. március 14.                             |
| Kereszténydemokrata Képviselőcsoport (az Európai Néppárt Képviselőcsoportja)           | 1978. március 14.                             | 1979. július 17.                              |
| Európai Néppárt (Kereszténydemokraták)                                                 | 1979. július 17.                              | 1999. július 20.                              |
| Európai Néppárt – Európai Demokraták Képviselőcsoportja                                | 1999. július 20.                              | 2009. június 22.                              |
| Európai Néppárt Képviselőcsoport                                                       | 2009. június 22.                              | -                                             |
| Szocialisták, Szociáldemokraták                                                        |                                               |                                               |
| Szocialisták Csoportja                                                                 | 1953. június 23.                              | 1958                                          |
| Szocialisták Csoportja                                                                 | 1958                                          | 1993. április 21.                             |
| Európai Szocialisták Pártjának Képviselőcsoportja                                      | 1993. április 21.                             | 2004. július 20.                              |
| Szocialista Képviselőcsoport az Európai Parlamentben                                   | 2004. július 20.                              | 2009. június 23.                              |
| Szocialisták és Demokraták Progresszív Szövetsége                                      | 2009. június 23.                              | -                                             |
| Liberálisok, Centristák                                                                |                                               |                                               |
| Liberálisok és Szövetségesek Csoportja                                                 | 1953. június 23.                              | 1976                                          |
| Liberálisok és Demokraták Csoportja                                                    | 1976                                          | 1985. december 13.                            |
| Liberális, Demokrata és Reformista Képviselőcsoport                                    | 1985. december 13.                            | 1994. július 19.                              |
| Európai Liberális, Demokrata és Reformpárt Képviselőcsoportja                          | 1994. július 19.                              | 2004. július 20.                              |
| Liberálisok és Demokraták Szövetsége Európáért Csoport                                 | 2004. július 20.                              | 2019. július 2.                               |
| Újítsuk meg Európát                                                                    | 2019. július 2.                               | -                                             |
| Környezetvédők, Zöldek, Regionalisták                                                  |                                               |                                               |
| A Zöld Csoport az Európai Parlamentben                                                 | 1989. július 25.                              | 1999. július 20.                              |
| Zöldek/Európai Szabad Szövetség                                                        | 1999. július 20.                              | -                                             |
| Ultranacionalisták, euroszekptikusok                                                   |                                               |                                               |
| Európai Jobboldal                                                                      | 1984. július 24.                              | 1989. július 24.                              |
| Az Európai Jobboldal Technikai Csoportja                                               | 1989. július 25.                              | 1994. július 18.                              |
| Identitás, Hagyomány, Szuverenitás                                                     | 2007. január 15.                              | 2007. november 14.                            |
| Nemzet és Szabadság Európája                                                           | 2015. június 16.                              | 2019. július 1.                               |
| Identitás és Demokrácia                                                                | 2019. július 1.                               | 2024. július 8.                               |
| Patrióták Európáért                                                                    | 2024. július 8.                               | -                                             |
| Szuverén Nemzetek Európája                                                             | 2024. július 10.                              | -                                             |
| Konzervatívok, euroszekptikusok                                                        |                                               |                                               |
| Európai Konzervatívok Képviselőcsoportja                                               | 1973. január 16.                              | 1979. július 17.                              |
| Európai Demokraták                                                                     | 1979. július 17.                              | 1992. május 1.                                |
| Az EPP (Európai Néppárt), majd az EPP-ED (Európai Néppárt és Európai Demokraták) tagja | 1992. május 1.                                | 2009. június 22.                              |
| Európai Konzervatívok és Reformisták                                                   | 2009. június 22.                              | -                                             |
| Kommunisták, Ökoszocialisták                                                           |                                               |                                               |
| Kommunisták és Szövetségesek Csoportja                                                 | 1973. október 16.                             | 1989. július 25.                              |
| Egységes Európai Baloldal Baloldali Koalíció                                           | 1989. július 25.                              | 1993. január 11. 1994. július 19.             |
| Egységes Európai Baloldal                                                              | 1994. július 19.                              | 1995. január 6.                               |
| Egységes Európai Baloldal/Északi Zöld Baloldal                                         | 1995. január 6.                               | 2021. január 1.                               |
| Baloldal az Európai Parlamentben – GUE/NGL                                             | 2021. január 1.                               | -                                             |
| Euroszekptikusok                                                                       |                                               |                                               |
| Nemzetek Európája                                                                      | 1994. július 19.                              | 1996. november 10.                            |
| Függetlenek a Nemzetek Európájáért                                                     | 1996. december 20.                            | 1999. július 20.                              |
| Demokráciák és Sokféleségek Európája                                                   | 1999. július 20.                              | 2004. július 20.                              |
| Függetlenség és Demokrácia                                                             | 2004. július 20.                              | 2009. július 1.                               |
| Szabadság és Demokrácia Európája                                                       | 2009. július 1.                               | 2014. június 24.                              |
| Szabadság és Közvetlen Demokrácia Európája                                             | 2014. június 24.                              | 2019. július 2.                               |
| Nemzeti Konzervatívok                                                                  |                                               |                                               |
| Európai Demokratikus Unió                                                              | 1965. január 21.                              | 1973. január 16.                              |
| Európai Progresszív Demokraták                                                         | 1973. január 16.                              | 1984. július 21.                              |
| Európai Demokrata Szövetség                                                            | 1984. július 24.                              | 1995. június 7.                               |
| Unió Európáért                                                                         | 1995. június 7.                               | 1999. július 20.                              |
| Unió a Nemzetek Európájáért                                                            | 1999. július 20.                              | 2009. július 1.                               |
| Függetlenek                                                                            |                                               |                                               |
| Függetlenek Technikai Csoportja                                                        | 1979. július 17.                              | 1984. július 24.                              |
| Függetlenek Technikai Csoportja                                                        | 1999. július 20.                              | 2001. október 4.                              |
| Radikálisok, Környezetvédők                                                            |                                               |                                               |
| Szivárvány Képviselőcsoport                                                            | 1984. július 24.                              | 1994. július 19.                              |
| Európai Radikális Szövetség                                                            | 1994. július 19.                              | 1999. július 20.                              |
| Konzervatív liberálisok                                                                |                                               |                                               |
| Forza Europa                                                                           | 1994. július 19.                              | 1995. július 6.                               |

## Törvényhozás

### 1. Európai Parlament (1979–1984)
| Csoport                                                       | Ideológia                | Képviselők |
| ------------------------------------------------------------- | ------------------------ | ---------- |
| Szocialisták Csoportja (SOC)                                  | szocializmus             | 113        |
| Európai Néppárt Képviselőcsoport (Kereszténydemokraták) (EPP) | kereszténydemokrácia     | 107        |
| Európai Demokraták (ED)                                       | konzervativizmus         | 64         |
| Kommunisták és Szövetségesek Csoportja (COM)                  | kommunizmus              | 44         |
| Liberálisok és Demokraták Csoportja (LD)                      | liberalizmus             | 40         |
| Európai Progresszív Demokraták (EPD)                          | nemzeti konzervativizmus | 22         |
| Függetlenek Technikai Csoportja                               | heterogén                | 11         |
| Képviselőcsoporton kívüliek                                   | független                | 9          |

### 2. Európai Parlament (1984–1989)
| Csoport                                      | Ideológia                       | Képviselők |
| -------------------------------------------- | ------------------------------- | ---------- |
| Szocialisták Csoportja (SOC)                 | szocializmus                    | 130        |
| Európai Néppárt (EPP)                        | kereszténydemokrácia            | 110        |
| Európai Demokraták (ED)                      | konzervativizmus                | 50         |
| Kommunisták és Szövetségesek Csoportja (COM) | kommunizmus                     | 41         |
| Liberálisok és Demokraták Csoportja (LD)     | liberalizmus                    | 31         |
| Európai Demokrata Szövetség (EDA)            | nemzeti konzervativizmus        | 29         |
| Szivárvány Képviselőcsoport (RBW)            | környezetvédelem, regionalizmus | 20         |
| Európai Jobboldal (ER)                       | szélsőjobboldal                 | 16         |
| Képviselőcsoporton kívüliek                  | független                       | 7          |

### 3. Európai Parlament (1989–1994)
| Csoport                                                   | Ideológia                              | Képviselők |
| --------------------------------------------------------- | -------------------------------------- | ---------- |
| Szocialisták Csoportja (SOC)                              | szocializmus                           | 180        |
| Európai Néppárt (EPP)                                     | kereszténydemokrácia, konzervativizmus | 121        |
| Liberális, Demokrata és Reformista Képviselőcsoport (LDR) | liberalizmus                           | 49         |
| Európai Demokraták (ED)                                   | konzervativizmus                       | 34         |
| A Zöld Csoport az Európai Parlamentben                    | zöldpolitika                           | 30         |
| Egységes Európai Baloldal (EUL)                           | szocializmus                           | 28         |
| Európai Demokrata Szövetség (EDA)                         | nemzeti konzervativizmus               | 20         |
| Európai Jobboldal (ER)                                    | szélsőjobboldal                        | 17         |
| Baloldali Koalíció (LU)                                   | kommunizmus                            | 14         |
| Szivárvány Képviselőcsoport (RBW)                         | környezetvédelem, regionalizmus        | 13         |
| Képviselőcsoporton kívüliek                               | független                              | 12         |

### 4. Európai Parlament (1994–1999)
| Csoport                                                              | Ideológia                              | Képviselők |
| -------------------------------------------------------------------- | -------------------------------------- | ---------- |
| Európai Szocialisták Pártjának Képviselőcsoportja (PES)              | szocializmus, szociáldemokrácia        | 198        |
| Európai Néppárt (EPP)                                                | kereszténydemokrácia, konzervativizmus | 157        |
| Európai Liberális, Demokrata és Reformpárt Képviselőcsoportja (ELDR) | liberalizmus                           | 43         |
| Egységes Európai Baloldal (EUL)                                      | szocializmus                           | 28         |
| Forza Europa (FE)                                                    | kereszténydemokrácia, konzervativizmus | 27         |
| Európai Demokrata Szövetség (EDA)                                    | nemzeti konzervativizmus               | 26         |
| A Zöld Csoport az Európai Parlamentben                               | zöldpolitika                           | 23         |
| Európai Radikális Szövetség (ERA)                                    | liberalizmus, regionalizmus            | 19         |
| Nemzetek Európája (EN)                                               | euroszkepticizmus                      | 19         |
| Képviselőcsoporton kívüliek                                          | független                              | 27         |

### 5. Európai Parlament (1999–2004)
| Csoport                                                              | Ideológia                              | Képviselők |
| -------------------------------------------------------------------- | -------------------------------------- | ---------- |
| Európai Néppárt – Európai Demokraták Képviselőcsoportja (EPP-ED)     | kereszténydemokrácia, konzervativizmus | 233        |
| Európai Szocialisták Pártjának Képviselőcsoportja (PES)              | szocializmus, szociáldemokrácia        | 180        |
| Európai Liberális, Demokrata és Reformpárt Képviselőcsoportja (ELDR) | liberalizmus                           | 50         |
| Zöldek/Európai Szabad Szövetség (G/EFA)                              | zöldpolitika, regionalizmus            | 48         |
| Egységes Európai Baloldal/Északi Zöld Baloldal (GUE/NGL)             | demokratikus szocializmus, kommunizmus | 42         |
| Unió a Nemzetek Európájáért (UEN)                                    | nemzeti konzervativizmus               | 31         |
| Függetlenek Technikai Csoportja                                      | független                              | 18         |
| Demokráciák és Sokféleségek Európája (EDD)                           | euroszkepticizmus                      | 16         |
| Képviselőcsoporton kívüliek                                          | független                              | 8          |

### 6. Európai Parlament (2004–2009)
| Csoport                                                          | Ideológia                              | Képviselők |
| ---------------------------------------------------------------- | -------------------------------------- | ---------- |
| Európai Néppárt – Európai Demokraták Képviselőcsoportja (EPP-ED) | kereszténydemokrácia, konzervativizmus | 268        |
| Szocialista Képviselőcsoport az Európai Parlamentben (PES)       | szociáldemokrácia                      | 200        |
| Liberálisok és Demokraták Szövetsége Európáért Csoport (ALDE)    | liberalizmus, centrizmus               | 88         |
| Zöldek/Európai Szabad Szövetség (G/EFA)                          | zöldpolitika, regionalizmus            | 42         |
| Egységes Európai Baloldal/Északi Zöld Baloldal (GUE/NGL)         | demokratikus szocializmus, kommunizmus | 41         |
| Függetlenség és Demokrácia (IND/DEM)                             | euroszkepticizmus                      | 37         |
| Unió a Nemzetek Európájáért (UEN)                                | nemzeti konzervativizmus               | 27         |
| Képviselőcsoporton kívüliek                                      | független                              | 29         |

### 7. Európai Parlament (2009–2014)
| Csoport                                                       | Ideológia                                                   | Képviselők |
| ------------------------------------------------------------- | ----------------------------------------------------------- | ---------- |
| Európai Néppárt (EPP)                                         | kereszténydemokrácia, konzervatív liberalizmus              | 265        |
| Szocialisták és Demokraták Progresszív Szövetsége (S&D)       | szociáldemokrácia, progresszivizmus                         | 184        |
| Liberálisok és Demokraták Szövetsége Európáért Csoport (ALDE) | liberalizmus, centrizmus                                    | 84         |
| Zöldek/Európai Szabad Szövetség (G/EFA)                       | zöldpolitika, regionalizmus                                 | 55         |
| Európai Konzervatívok és Reformisták (ECR)                    | konzervativizmus, anti-föderalizmus                         | 54         |
| Egységes Európai Baloldal/Északi Zöld Baloldal (GUE/NGL)      | demokratikus szocializmus, eurokommunizmus, ökoszocializmus | 35         |
| Szabadság és Demokrácia Európája (EFD)                        | euroszkepticizmus, nemzeti konzervativizmus                 | 32         |
| Képviselőcsoporton kívüliek                                   | független                                                   | 27         |

### 8. Európai Parlament (2014–2019)
| Csoport                                                       | Ideológia                                                   | Képviselők |
| ------------------------------------------------------------- | ----------------------------------------------------------- | ---------- |
| Európai Néppárt (EPP)                                         | kereszténydemokrácia, konzervatív liberalizmus              | 221        |
| Szocialisták és Demokraták Progresszív Szövetsége (S&D)       | szociáldemokrácia, progresszivizmus                         | 191        |
| Európai Konzervatívok és Reformisták (ECR)                    | konzervativizmus, anti-föderalizmus                         | 70         |
| Liberálisok és Demokraták Szövetsége Európáért Csoport (ALDE) | liberalizmus, centrizmus                                    | 67         |
| Egységes Európai Baloldal/Északi Zöld Baloldal (GUE/NGL)      | demokratikus szocializmus, eurokommunizmus, ökoszocializmus | 52         |
| Zöldek/Európai Szabad Szövetség (G/EFA)                       | zöldpolitika, regionalizmus                                 | 50         |
| Szabadság és Közvetlen Demokrácia Európája (EFDD)             | euroszkepticizmus, nemzeti konzervativizmus                 | 48         |
| Képviselőcsoporton kívüliek                                   | független                                                   | 52         |
| Nemzet és Szabadság Európája (ENF)                            | nacionalizmus, euroszkepticizmus, nemzeti konzervativizmus  | –          |

### 9. Európai Parlament (2019–2024)
| Csoport                                                  | Ideológia                                                   | Képviselők |
| -------------------------------------------------------- | ----------------------------------------------------------- | ---------- |
| Európai Néppárt (EPP)                                    | kereszténydemokrácia, konzervatív liberalizmus              | 182        |
| Szocialisták és Demokraták Progresszív Szövetsége (S&D)  | szociáldemokrácia, progresszivizmus                         | 154        |
| Újítsuk meg Európát (RE)                                 | liberalizmus, centrizmus                                    | 108        |
| Zöldek/Európai Szabad Szövetség (G/EFA)                  | zöldpolitika, regionalizmus                                 | 74         |
| Identitás és Demokrácia (ID)                             | nacionalizmus, euroszkepticizmus, nemzeti konzervativizmus  | 73         |
| Európai Konzervatívok és Reformisták (ECR)               | nemzeti konzervativizmus, anti-föderalizmus                 | 62         |
| Egységes Európai Baloldal/Északi Zöld Baloldal (GUE/NGL) | demokratikus szocializmus, eurokommunizmus, ökoszocializmus | 41         |
| Képviselőcsoporton kívüliek                              | független                                                   | 57         |

### 10. Európai Parlament (2024–)
| Csoport                                                 | Ideológia                                                                   | Képviselők |
| ------------------------------------------------------- | --------------------------------------------------------------------------- | ---------- |
| Európai Néppárt (EPP)                                   | kereszténydemokrácia, konzervatív liberalizmus                              | 188        |
| Szocialisták és Demokraták Progresszív Szövetsége (S&D) | szociáldemokrácia, progresszivizmus                                         | 136        |
| Patrióták Európáért (PE)                                | populizmus, euroszkepticizmus, nemzeti konzervativizmus, nacionalizmus      | 84         |
| Európai Konzervatívok és Reformisták (ECR)              | nemzeti konzervativizmus, anti-föderalizmus                                 | 78         |
| Újítsuk meg Európát (RE)                                | liberalizmus, centrizmus                                                    | 77         |
| Zöldek/Európai Szabad Szövetség (G/EFA)                 | zöldpolitika, regionalizmus                                                 | 53         |
| Baloldal az Európai Parlamentben – GUE/NGL (GUE/NGL)    | demokratikus szocializmus, eurokommunizmus, ökoszocializmus                 | 46         |
| Szuverén Nemzetek Európája (ESN)                        | nacionalizmus, globalizációellenesség, euroszkepticizmus, anti-föderalizmus | 28         |
| Képviselőcsoporton kívüliek                             | független                                                                   | 30         |